# تيودور هرتزل
ثيودور هرتزل (2 مايو 1860– 3 يوليو 1904)، الاسم العبري الممنوح إلى عهد ختانه بنيامين زئيف، المعروف أيضًا بالعبرية باسم «رؤيا الدولة» كاتبٌ نمساوي-مجري، وكاتب مسرحيات، وناشط سياسي، وهو مؤسس الصهيونية السياسية الحديثة. شكل هرتزل المنظمة الصهيونية وشجع اليهود على الهجرة إلى فلسطين ساعياً لتشكيل دولة يهودية. على الرغم من فشله المتكرر في إقامتها ووفاته قبل إنشائها، إلا أنه معروف بأبي دولة إسرائيل كونه مُلهم اليهود في إقامة دولتهم.
في حين أن هرتزل ذكر على وجه التحديد في إعلان قيام إسرائيل والمعروف رسميًا باسم «الأب الروحي للدولة اليهودية»، أي «صاحب الرؤية» الذي أعطى برنامجًا وإطارًا ملموسًا وعمليًا للصهيونية السياسية. لم يكن أول ناشط أو منظر صهيوني. قام علماء، كثير منهم دينيون مثل الحاخامات يهودا بيباس، تسفي هيرش كاليشر ويهودا القلعي، بالترويج لعدد من الأفكار البدائية الصهيونية قبله.

## النشأة

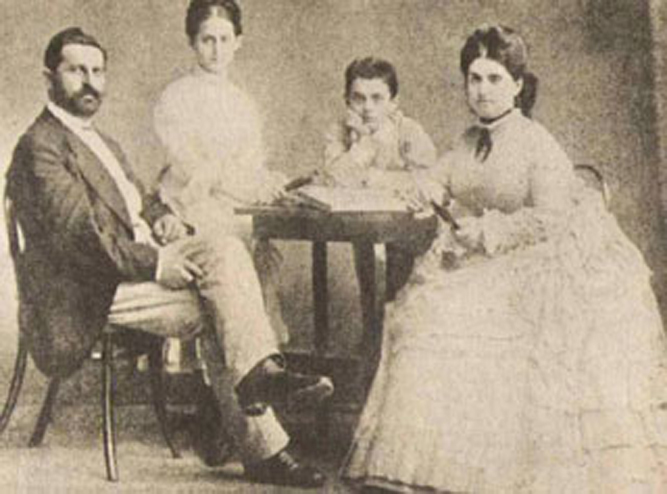
هرتزل وعائلته، ح. 1866-1873

ولد تيودور هرتزل في تاباكغاسه (دوهاني أوتكا في المجر)، وهو شارع في الحي اليهودي (بست) (الآن الجزء الشرقي من بودابست)، مملكة المجر (الآن هنغاريا)، في حضن عائلة يهودية علمانية. عائلة والده كانت في الأصل من زيموني (الآن زيمون، صربيا). كان الابن الثاني لجانيت ويعقوب هرتزل، الذين كانوا من اليهود الناطقين بالألمانية. ويعتقد أن هرتسل كان من نسب أشكنازي وسفاردي، في الغالب من خلال خطه الأبوي وبدرجة أقل من خلال الخط الأمومي. كما ادعى أنه سليل مباشر من القبلاني اليوناني الشهير جوزيف تايتازاك.
كان يعقوب هرتزل (1836-1902)، والد هرتزل، رجل أعمال ناجحًا للغاية. كان لدى هرتزل شقيقة، بولين، أكبر منه بسنة، ماتت فجأة في 7 فبراير 1878، من التيفوس. عاش ثيودور مع عائلته في منزل مجاور لكنيس شارع دوهاني (المعروف سابقاً باسم كنيس تاباكغاسه) الواقع في بلفاروس، وسط المدينة القديمة التاريخية بست، في القطاع الشرقي من بودابست.
تطلع هرتزل في شبابه إلى السير على خطى فرديناند دي ليسبس، وهو منشئ قناة السويس، لكنه فشل في العلوم، وبدلاً من ذلك طور حماسة متنامية للشعر والإنسانيات. تحول هذا الشغف في نهاية المطاف إلى مهنة ناجحة في مجال الصحافة وسعيًا أقل تشويقًا للدراما. وفقا لعاموس إيلون، عندما كان صغيرا، كان هرتزل من الألمانيين المتحمسين الذين رأوا الألمان أكثر الناس ثقافة في وسط أوروبا واعتنقوا المثل الأعلى الألماني لبيلدونغ، حيث أن قراءة الأعمال الأدبية الرائعة من قبل غوته وشكسبير سمحت للمرء بتقدير الأشياء الجميلة في الحياة، وبالتالي تصبح أفضل شخصًا أخلاقياً (نظرية بيلدونج تميل إلى مساواة الجمال مع الخير). من خلال بيلدونغ، كان هرتزل يعتقد أن اليهود المجريين أمثاله يمكنهم التخلص من «صفاتهم اليهودية المشينة»، التي تسببت في أمد طويل من الفقر والقمع، ويمكن أن يصبحوا أهل أوروبا الوسطى المتحضرين، أناسًا مثقفون على الطراز الألماني.
في عام 1878، بعد وفاة أخته بولين، انتقلت العائلة إلى فيينا، النمسا-المجر، وعاشت في الحي التاسع، ألسرغروند. درس هرتزل القانون في جامعة فيينا. كطالب قانون شاب، أصبح هرتزل عضوا في الأخوية القومية الألمانية ألبيا، التي كان لها شعار الشرف، الحرية، الوطن. في وقت لاحق استقال احتجاجا على معاداة السامية في المنظمة.
بعد مهنة قانونية قصيرة في جامعة فيينا وسالزبورغ، كرس نفسه للصحافة والأدب، وعمل كصحفي لصحيفة فيينية ومراسلًا لنويه فرايه برسه في باريس، حيث قام أحيانًا برحلات خاصة إلى لندن واسطنبول. وفي وقت لاحق أصبح محررًا أدبيًا لنويه فرايه برسه، وكتب العديد من الأعمال الكوميدية والدرامية للمشهد الفييني. لم يركز عمله المبكر على الحياة اليهودية. كان من نظام فويليتون، وصفي وليس سياسي.

## مفكر وناشط صهيوني
باعتباره مراسلًا لمراسل نويه فرايه برسه في باريس، تابع هرتزل قضية درايفوس، وهي فضيحة سياسية قسمت الجمهورية الفرنسية الثالثة من عام 1894 إلى أن حُلَّت عام 1906. كانت حادثة معادية للسامية سيئة السمعة في فرنسا حيث أدين زورا نقيب يهودي في الجيش الفرنسي بتهمة التجسس لصالح ألمانيا. شهد هرتسل تجمعات كبيرة في باريس بعد محاكمة دريفوس. كان هناك بعض الجدل حول تأثير هذا الحدث على هرتسل وتحوله إلى الصهيونية. وقد ذكر هرتزل نفسه أن قضية دريفوس جعلت منه صهيونيا وأنه تأثر بشكل خاص بهتافات «الموت لليهود!» من الحشود. كان هذا هو الاعتقاد السائد لبعض الوقت. ومع ذلك، يعتقد بعض العلماء المعاصرين أنه بسبب الإشارة الضعيفة لقضية دريفوس في روايات هرتسل السابقة والإشارة المتناقضة على ما يبدو إلى صرخات «الموت للخائن» أنه ربما يكون قد بالغ في تأثيرها عليه من أجل إيجاد مزيد من الدعم لأهدافه.

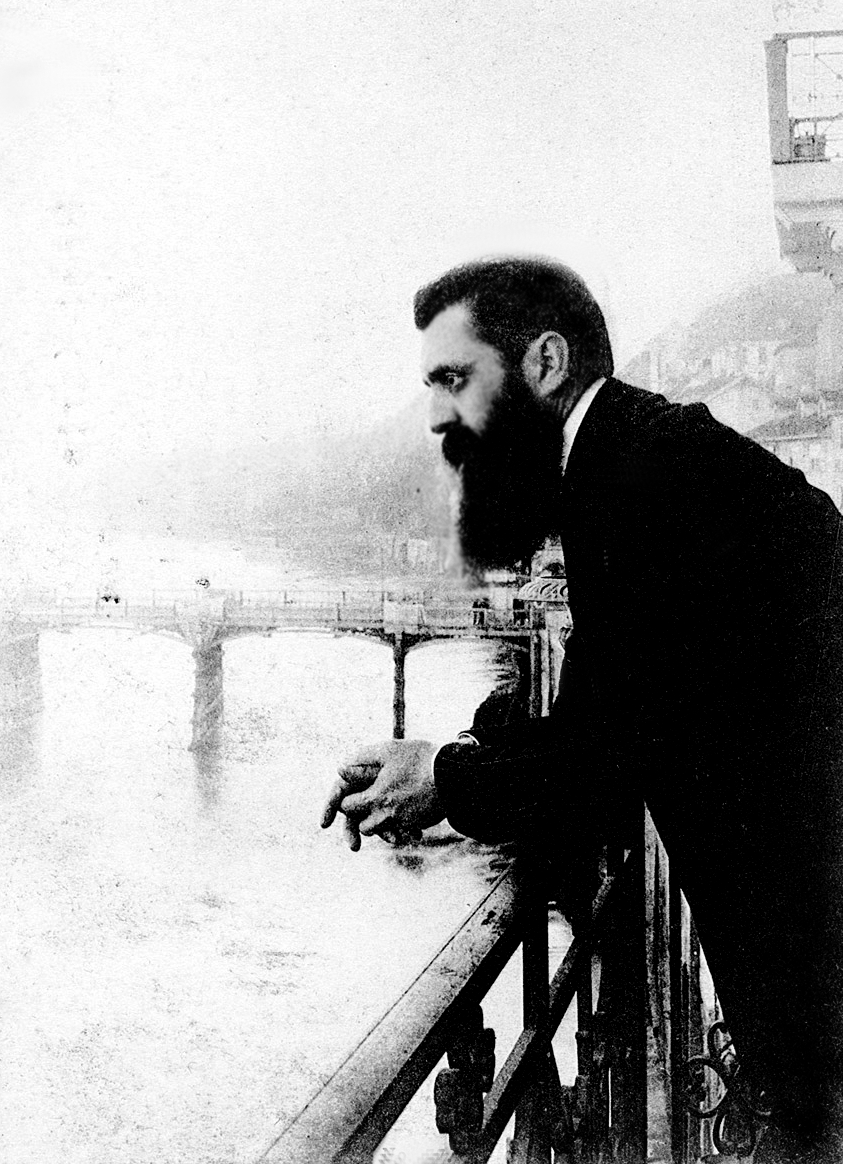
تيودور هرتزل في بازل 1897.

يقول جاك كورنبرغ أن تأثير دريفوس كان أسطورة، لم يرَ هرتزل أنه من الضروري أن تنكمش، وأنه يعتقد أيضًا أن دريفوس مذنب. ادعاء آخر حديث هو أن هرتزل، الذي يثير انزعاجه معاداة السامية في المجتمع الفرنسي، مثل معظم مراقبي اليوم كانوا يعتقدون في البداية في خطأ دريفوس وبعد سنوات فقط ادعى أنهم استلهموا من هذه القضية عندما أصبحت قضية مشهورة دوليا وأنه بدلا من ذلك، هو صعود الغوغائي المعاد للسامية كارل لويغر إلى السلطة في فيينا في عام 1895 والذي كان يبدو أنه كان له تأثير أكبر على هرتزل قبل قبل أن تظهر الحملة المؤيدة لدرايفوس بشكل كامل. في هذا الوقت كتب هرتسل مسرحيته «الغيتو الجديد»، والتي تظهر التناقض وعدم الأمن الحقيقي والمساواة بين يهود فيينا المتحررون والأثرياء. بطل الرواية هو محامي يهودي مندمج يحاول عبثا كسر الحي اليهودي الاجتماعي المفروض على اليهود الغربيين.

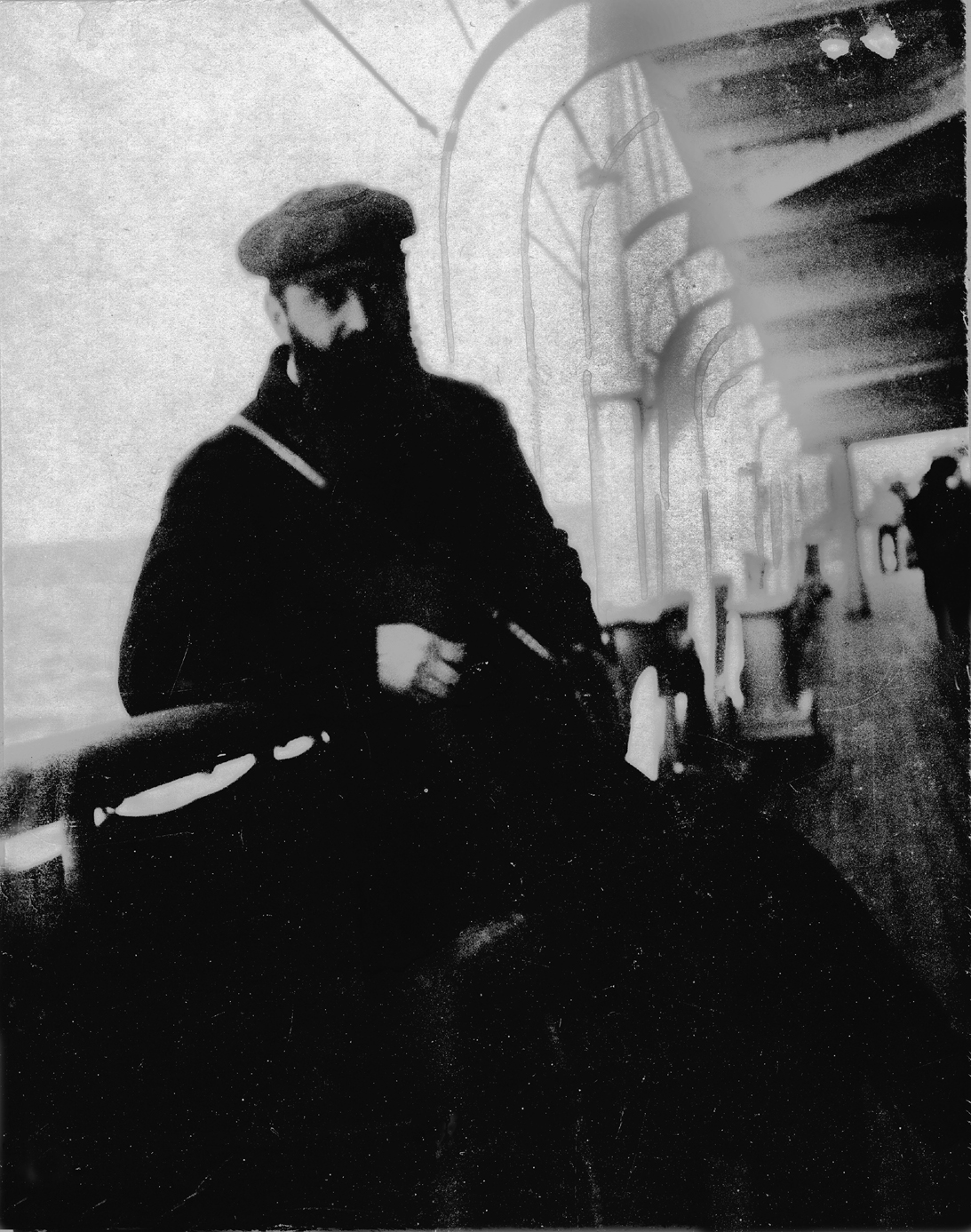
هرتسل على متن سفينة وصلت إلى شواطئ فلسطين عام 1898م.

وفقا لهنري ويكهام ستيد، كرّس هيرتزل نفسه في البداية «بتعصب لانتشار العقيدة الاستيعابية اليهودية الألمانية الليبرالية». غير أن هرتزل رفض أفكاره المبكرة عن التحرر والاستيعاب لليهود، واعتقد أنه يجب على اليهود الانسحاب من أوروبا. نما هرتسل في الاعتقاد بأنه لا يمكن التغلب على معاداة السامية أو الشفاء منها، بل تجنبها فقط، وأن الطريقة الوحيدة لتجنبها هي إنشاء دولة يهودية. في يونيو 1895 كتب في مذكراته: «في باريس، كما قلت، حققت موقفا أكثر حرية تجاه معاداة السامية. وفوق كل شيء، أدركت خواء وعقم محاولة» محاربة«معاداة السامية». رفض محررو هرتسل من نويه فرايه برسه أي نشر لنشاطاته السياسية الصهيونية. صراع عقلي استولى على هرتزل، بين الرغبة في النجاح الأدبي والرغبة في التصرف كشخصية عامة. في ذلك الوقت، بدأ هرتزل بكتابة كتيبات عن «دولة يهودية». وزعم هرتزل أن هذه الكتيبات أدت إلى تأسيس الحركة الصهيونية، وكان لها دور رئيسي في صعود الحركة ونجاحها. عكست شهادته أمام اللجنة الملكية البريطانية وجهة نظره الليبرالية الرومانسية الأساسية للحياة باعتبارها «مشكلة اليهود».
من نهاية عام 1895 كتب هرتزل كتاب بعنوان «الدولة اليهودية»، الذي نشر في فبراير 1896، مع اشادة فورية وجدل. وناقش فيه إقامة كيان لليهود مدعيا أنهم يشكلون قومية بينما اليهودية دين وليست قومية، وناقش على الشعب اليهودي مغادرة أوروبا إذا رغبوا في ذلك، إما للأرجنتين أو، على نحو مفضل، لفلسطين، «وطنهم التاريخي». اليهود يمتلكون الجنسية. كل ما يحتاجونه هو أمة ودولة خاصة بهم. فقط من خلال دولة يهودية يمكنهم تجنب معاداة السامية، والتعبير بحرية عن ثقافتهم وممارسة دينهم دون عوائق. انتشرت أفكار هرتزل بسرعة في العالم اليهودي واجتذبت الاهتمام الدولي. مؤيدون للحركات الصهيونية القائمة، مثل هوفيفي صهيون، تحالفوا معه على الفور، لكن المؤسسة اليهودية شوهته واعتبروا أفكاره بمثابة تهديد لمحاولاتهم في الاندماج وتمردًا ضد الله.

### فلسفة لوطن
في دولة اليهود، يكتب: 
"المسألة اليهودية تظل قائمة أينما يعيش اليهود بأعداد كبيرة. في الأماكن التي لا توجد فيها، وحيث لا توجد، فإنها تحضر مع المهاجرين اليهود. نحن بالطبع منجذبون إلى الأماكن التي لا نتعرض فيها للاضطهاد، ويؤدي ظهورنا هناك إلى الاضطهاد. هذا أمر سيظل حتمًا هو الحال في كل مكان، حتى في الدول شديدة التحضر - انظر، على سبيل المثال، فرنسا - طالما أن القضية اليهودية لم تحل على المستوى السياسي.

ويختتم الكتاب: 
دعوني أكرر مرة أخرى كلماتي الأولى: اليهود الذين يريدون دولة سيحصلون عليها.
سوف نعيش أخيرا كرجال أحرار في أرضنا، وسنموت بسلام في بيوتنا.
وسيتحرر العالم بحريتنا ويثرى بثروتنا ويكبر بعظمتنا.

### اتصال دبلوماسي مع العثمانيين

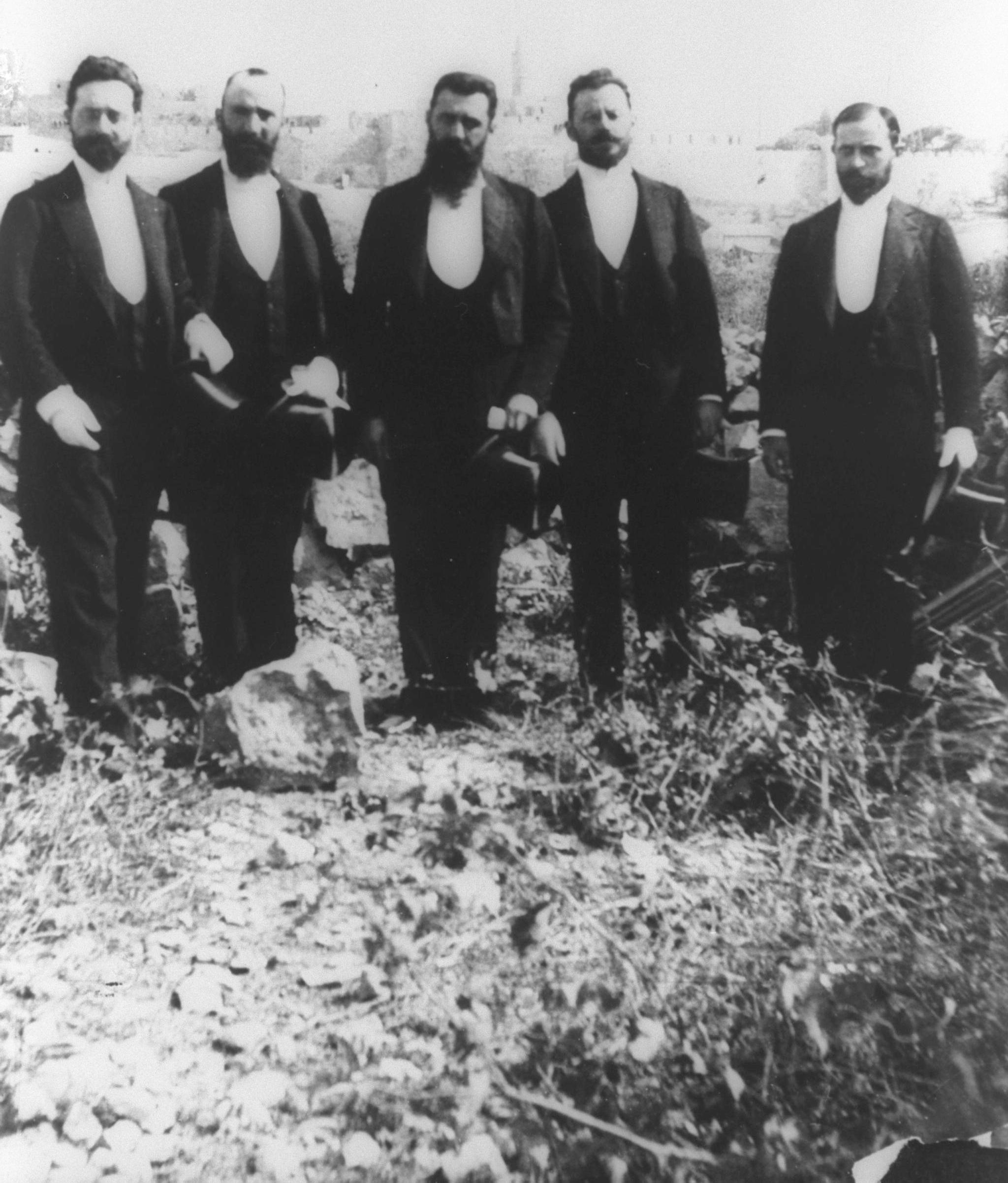
تيودور هرتزل (في الوسط) مع وفد صهيوني في القدس ، 1898. من اليمين إلى اليسار: جوزيف سيدنر ، موسى ت. شنيرير ، تيودور هرتزل، ديفيد وولفسون، ماكس بودنهايمر

بدأ هرتزل في الترويج لأفكاره بنشاط واستقطب باستمرار المؤيدين اليهود وغير اليهود. فكان هرتزل «يؤسس لنفسه دور الشهيد .... بصفته بارنيل اليهود».

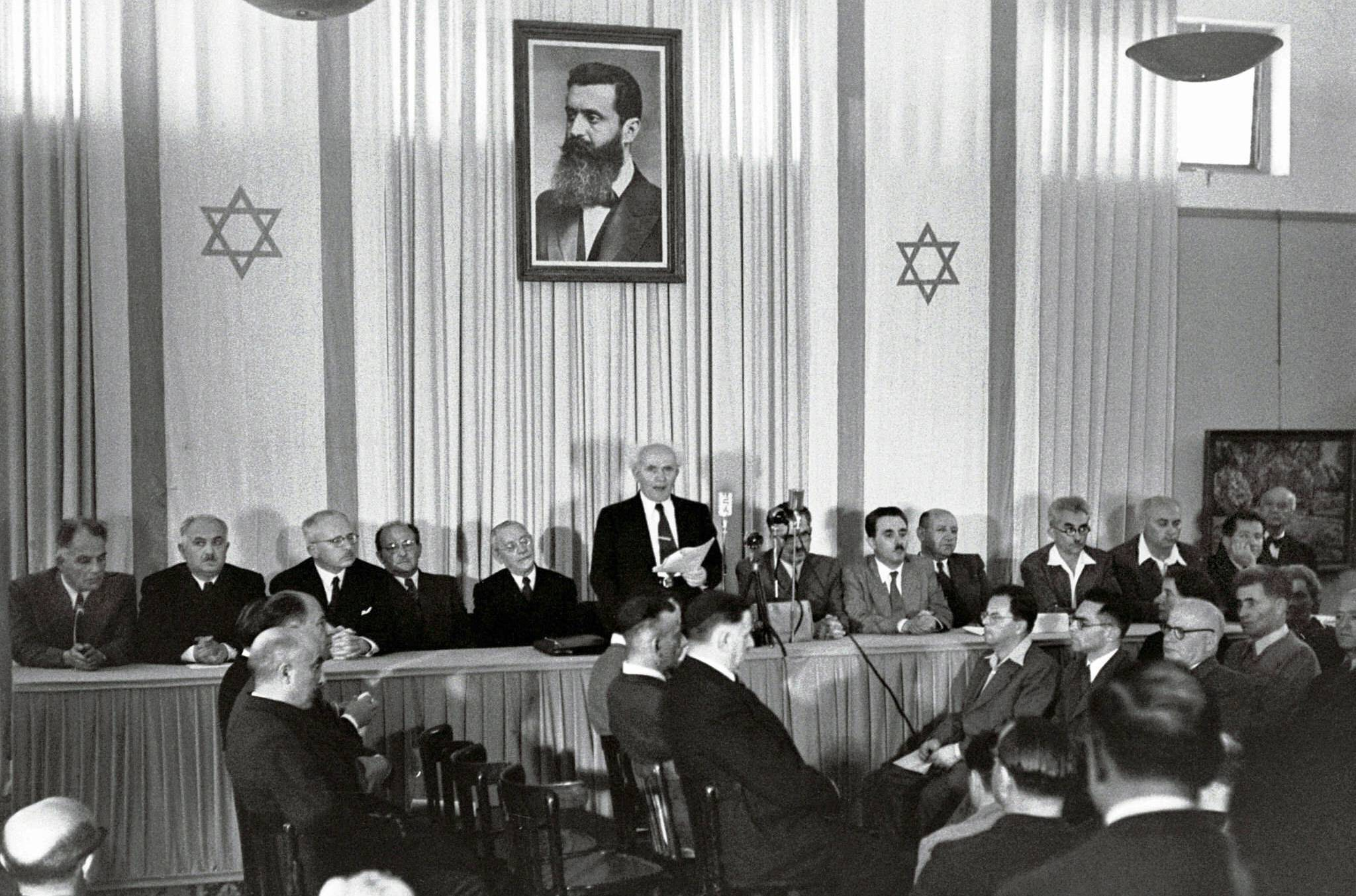
دافيد بن غوريون يعلن قيام دولة إسرائيل تحت صورة كبيرة لثيودور هرتزل مؤسس الحركة الصهيونية في تل أبيب ، 14 مايو 1948.

في 10 مارس 1896، قام القس ويليام هيشلر، الوزير الأنغليكاني في السفارة البريطانية في فيينا، بزيارة هرتزل. قرأ هيشلر كتاب هرتزل دولة اليهود، وأصبح الاجتماع محوريًا لشرعنة هرتزل والصهيونية فيما بعد. وكتب هرتسل في مذكراته في وقت لاحق: «ثم وصلنا إلى قلب الأمر، قلت له: (تيودور هرتزل إلى القس ويليام هيشلر) يجب أن أضع نفسي في علاقات مباشرة ومعروفة على الملأ مع حاكم مسؤول أو غير مسؤول – أي مع وزير دولة أو أمير. ثم سيؤمن بي اليهود ويتبعوني. إن الشخصية الأكثر ملاءمة هو القيصر الألماني». نظم هيشلر مقابلة مطولة مع فريدريك الأول، دوق بادن الأكبر، في أبريل 1896. كان الدوق الأكبر عم الإمبراطور الألماني ويليام الثاني. بفضل جهود هيشلر والدوق الأكبر، قابل هرتزل علانية ويليام الثاني في عام 1898. حسن اللقاء بشكل كبير شرعية هرتزل والصهيونية في الرأي العام اليهودي والعالمي.
في مايو 1896، ظهرت الترجمة الإنجليزية لـ Der Judenstaat في لندن بوصفها الدولة اليهودية. كان هرتزل قد أخبر صديقه ماكس بودنهايمر قبل ذلك أنه «كتب ما قلته من دون أن أعرف سلفي، ويفترض أنني لم أكن سأكتبه [دولة اليهود] لو كنت على دراية بالأدب».
في إسطنبول، الإمبراطورية العثمانية، 15 يونيو 1896، رأى هرتزل فرصة. بمساعدة الكونت فيليب ميخاو نيفلنسكي، وهو مهاجر بولندي متعاطف مع اتصالات سياسية في المحكمة العثمانية، حاول هرتزل أن يلتقي بالسلطان عبد الحميد الثاني ليقدم للسلطان مباشرة حله لدولة يهودية. فشل في الحصول على لقاء، لكنه تمكن من زيارة عدد من الأشخاص رفيعي المستوى، بما في ذلك الصدر الأعظم، الذي استقبله كصحفي يمثل صحيفة نويه فرايه برسه. قدم هرتزل اقتراحه إلى الصدر الأعظم: اليهود سيدفعون الدين الخارجي التركي ويحاولون المساعدة في تنظيم الأمور المالية التركية إذا ما أعطوا فلسطين كوطن يهودي تحت الحكم التركي. قبل مغادرته إسطنبول في 29 يونيو 1896، حصل نيفلنوسكي على ميدالية رمزية لهرتزل. كانت الميدالية، «صليب القائد من رتبة مجيدية»، تأكيد للعلاقات العامة بالنسبة لهرتزل وللعالم اليهودي بشأن جدية المفاوضات.
بعد خمس سنوات، في 17 مايو 1901، التقى هرتزل بالسلطان عبد الحميد الثاني، لكن السلطان رفض عرض تيودور هرتزل لتوطيد الديون العثمانية في مقابل ميثاق يسمح للصهاينة بالوصول إلى فلسطين.
لدى عودته من إسطنبول، سافر هرتزل إلى لندن ليقدم تقاريره إلى المكابيين، وهي مجموعة صهيونية بدائية من اليهود البريطانيين المعروفين بقيادة العقيد ألبرت جولدسميد. في نوفمبر 1895 استقبلوه بالفضول واللامبالاة والبرودة. عارض إسرائيل زانغويل بشدة هرتسل، ولكن بعد إسطنبول، وافق جولدسميد على دعم هرتسل. في الثاني عشر من يوليو عام 1896، أقام هرتزل مسيرة حاشدة في الطرف الشرقي من لندن، وهو مجتمع من المهاجرين اليهود الناطقين باللغة اليديشية بشكل رئيسي من أوروبا الشرقية، واُسْتُقْبِل بالتصفيق. أعطوا هرتزل التفويض القيادي للصهيونية. في غضون ستة أشهر، مُدِّدَت هذه الولاية لتشمل المجتمع الصهيوني اليهودي بأكمله: نمت الحركة الصهيونية بسرعة.

### مؤتمر عالمي
في عام 1897، على نفقة شخصية كبيرة، أسس الصحيفة الصهيونية دي فيلت في فيينا، النمسا-المجر، وخطط لأول مؤتمر صهيوني في بازل، سويسرا. اُنْتُخِب رئيساً للمؤتمر (وهو المنصب الذي شغله حتى وفاته في عام 1904) وفي عام 1898، قام بسلسلة من المبادرات الدبلوماسية للحصول على دعم دولة يهودية. استقبله ويليام الثاني في عدة مناسبات، وحضر مؤتمر السلام في لاهاي، حيث استقبل استقبالًا حارًا من العديد من رجال الدولة هناك.

## وصلات خارجية
- تيودور هرتزل على موقع الموسوعة البريطانية (الإنجليزية)
- تيودور هرتزل على موقع إن إن دي بي (الإنجليزية)
- مؤلفات Theodor Herzl في مشروع غوتنبرغ
- أعمال أو نبذة عن تيودور هرتزل على أرشيف الإنترنت
- أعمال تيودور هرتزل في ليبري فوكس